# Lijst van burgemeesters van Duist
Dit is een lijst van burgemeesters van de voormalige Nederlandse gemeente Duist in de provincie Utrecht.
Van 1812 tot 1817 was de gemeente Duist, die ook wel bekendstond als 'Duist, De Haar en Zevenhuizen', deel van de gemeente Bunschoten. In 1857 werd de gemeente samengevoegd met de gemeente Hoogland tot de fusiegemeente Hoogland. Hoogland ging in 1974 voor een groot deel op in de gemeente Amersfoort maar het gedeelte waar Duist toe behoorde ging naar de gemeente Bunschoten.
| Ambtsperiode | Naam burgemeester          | Partij of stroming | Bijzonderheden                                      |
| ------------ | -------------------------- | ------------------ | --------------------------------------------------- |
| 1813-1844    | Cornelis Johannes Philippo |                    |                                                     |
| 1844-1845    | Gerrit Voorburg            |                    | Assessor (waarnemend)                               |
| 1845-1857    | Andreas Smitt              |                    | Smitt was ook burgemeester van Hoogland (1825-1881) |